# أوبريشن سي 3
أوبريشن سي 3 (بالإنجليزية: Operation Wolf 3) (باليابانية: オペレーションウルフ3) ، هي لعبة إلكترونية من نوع لعبة تصويب، وهي لعبة تعد أنها الجزء الثالث والأخير من سلسلة أبوريشن سي، أنتجت تايتو عام 1994م وطورها إيست تكنلوجي.